# Cooley High Harmony
Cooley High Harmony（クーリー ハイ ハーモニー）は、神戸を拠点に活動する男性4人組ボーカルグループである。

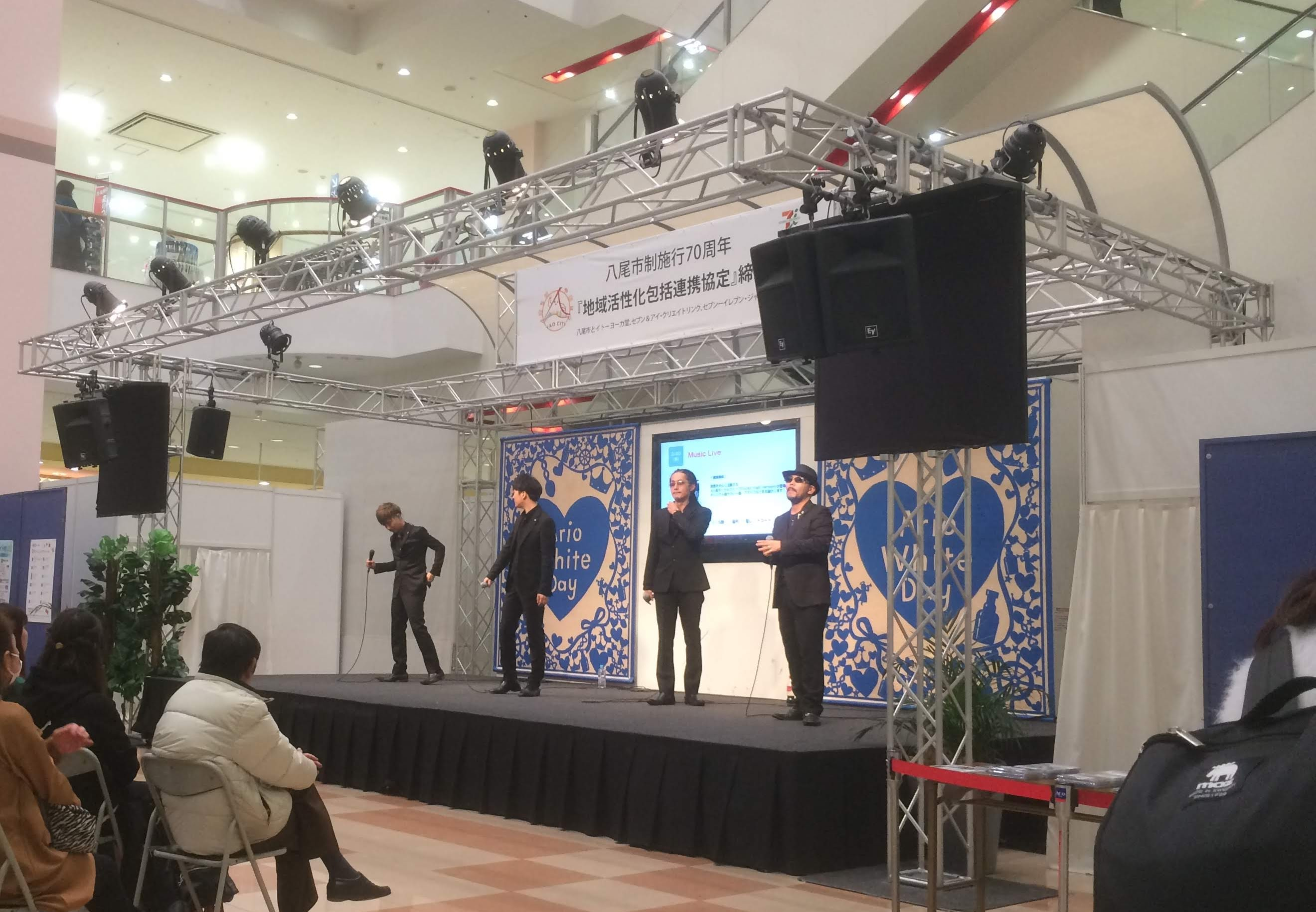
アリオ八尾の記念イベントにて

グループ名はメンバーが尊敬するアーティストのボーイズIIメンの1stアルバムタイトルから命名。神戸三宮のライブハウスCASH BOXで毎週月曜のレギュラーライブに出演している。

## メンバー
- 大石学（1977年9月30日高知県出身）ハイテナー
- 宮本真人（1977年12月27日大阪府出身）ベース
- 中井貴弘（1977年8月4日京都府出身）テナー
- 長宗功栽（1977年7月29日大阪府出身）バリトン

## 経歴
- 1996年　音楽系専門学校で結成。結成後、ブライダルやイベント等の他にライブハウスでのライブ出演と関西を中心に活動。
- 2002年4月　拠点を東京へ移し、活動を続ける。
- 2005年　神戸を拠点とした事務所に所属。
- 2006年1月～6月　ワゴン車一台で全国行脚。
- 2007年11月　なんばHatchでの1000人動員ワンマンライブを成功。
- 2007年12月　新神戸オリエンタル劇場でのワンマンライブにてメジャーデビュー発表。
- 2008年4月　アルバム「voice from KOBE」で日本クラウンからメジャーデビュー。
- 2008年5月　二度目の全国行脚に出発。
- 2009年3月　心斎橋CLUB QUATTROでワンマンライブ「Starting Point COME BACK OVER1999」を開催。
- 2011年4月　一心寺シアター倶楽で15周年記念ライブを開催。
- 2012年4月　メンバーの長宗功栽が初のソロライブを開催。
- 2012年10月　ビルボードライブ大阪でワンマンライブを開催。
- 2015年5月　Psalmと2組でシングル「同じ空の下」を発売。
- 2017年11月　YES THEATERで20周年記念ライブを開催。

## ディスコグラフィ
- 2000年1月　シングル「〜a taste of harmony〜」
- 2000年12月　コンピレーションアルバム「Giant Steps Vol.1」に 「帰さない」で参加。
- 2001年12月　シングル「Orange Cafe／Stay Together」
- 2002年12月　コンピレーションアルバム「A cappella Love Songs ～A cappella Base Camp Vol.1～」に「PLANET」で参加。
- 2005年12月21日　アルバム「a taste of harmony」
- 2006年9月15日　シングル「小さな花」
- 2007年11月4日　アルバム「Dear...」
- 2008年4月23日　ミニアルバム「voice from KOBE」
- 2009年2月18日　日本クラウン「誰も知らない泣ける歌 外伝 〜胸いっぱいの涙〜」に「しあわせ運べるように」で参加。
- 2009年3月11日　ミニアルバム「虹のアシモト」
- 2010年3月22日　シングル「かわらないもの」
- 2010年5月3日　シングル「グラティチューﾄﾞ」
- 2010年10月11日　ミニアルバム「b taste of harmony」
- 2011年4月24日　ベストアルバム「THE BEST」、シングル「光」
- 2012年2月11日　シングル「笑顔のカタチ」
- 2012年4月25日　長宗功栽ソロアルバム「Relation」
- 2012年10月21日　カバーアルバム「SIMPLE BOX」
- 2013年2月18日　シングル「冬はなび」
- 2013年8月11日　ミニアルバム「思い出を未来へ」
- 2013年11月17日　ベストアルバム「THE BEST2」
- 2015年5月9日　コラボレーションシングル「同じ空の下」
- 2015年9月11日　長宗功栽ソロシングル「その先へ」
- 2015年12月5日　シングル「一生懸命の君へ」
- 2015年12月5日　コラボレーションシングル「Eternal Love」
- 2016年5月3日　コラボレーションシングル「Summer days」
- 2016年12月5日　シングル「Quαrtet＋」
- 2017年2月4日　コラボレーションアルバム「Baby Girl」
- 2017年2月27日　大石学コラボレーションシングル「待てないよ」
- 2017年3月20日　中井貴弘ソロアルバム「MA CHERIE」
- 2017年4月20日　カバーアルバム「SIMPLE BOX2」
- 2017年11月4日　アルバム「キセキ」
- 2018年7月29日　長宗功栽ソロアルバム「Scent of love」

## メディア

### ラジオ
- Cooley＋（エフエム三木 、木曜20:30～21:00）
- Cooley`s Bar（エフエムあまがさき、毎週金曜19:20～20:00）